# 96丁目駅 (IRTブロードウェイ-7番街線)
96丁目駅（96ちょうめえき、英語: 96th Street）は、ニューヨーク市地下鉄IRTブロードウェイ-7番街線の駅である。マンハッタン区アッパー・ウェスト・サイドのブロードウェイと西96丁目の交差点に位置し、1系統・2系統・3系統が終日停車する。

## 歴史
駅は1904年10月27日、マンハッタン本線（現在のIRTレキシントン・アベニュー線とIRTブロードウェイ-7番街線）のシティ・ホール駅 - 145丁目駅間が開通した際に開業した。開業当初は各駅停車が当駅折り返し、急行が以北各駅停車で145丁目駅まで向かっていた。
駅は1950年代後半に10両編成の列車の入線に対応できるようにホーム有効長の延長を行っている。延長部分は元々の部分とは違うスタイルで建設されたため、一目で元々の部分と延長された部分を見分けることができる。なお、この延長工事によりホームが西94丁目、つまり南側へ延びたことにより南隣の91丁目駅との駅間距離が短くなったため91丁目駅は1959年2月2日に廃止されている。工事終了後、ラッシュ時のサービスが変更され、北行列車は当駅より各駅停車がブロードウェイ-7番街線経由でヴァン・コートラント・パーク-242丁目駅へ、急行がレノックス・アベニュー線へ分岐し同線145丁目駅へ、あるいは135丁目駅よりホワイト・プレーンズ・ロード線へ乗り入れブロンクス区内へ向かうようになった。
MTAは1981年に地下鉄内で最も老朽化した69駅の中に当駅を挙げている。2006年7月、駅の改装工事は予算8,000万ドルで承認された。2007年に西96丁目と西95丁目の間のブロードウェイ中央の新しい駅舎の建設が開始され、ホームへのエレベーターの設置工事も進められた。2008年までに駅の改装は費用6,500万ドルと予算を大幅に下回り終了した。2009年には新しい駅舎の開業は早くとも20ヶ月後で推定費用は2,600万ドルと発表された。新しい駅舎は2010年4月5日に開業し、単式ホームへの入口および単式ホームは閉鎖された。閉鎖後もしばらくは単式ホームへの階段は残されていたが、単式ホームが事務所兼制御スペースに改装されたことに伴い旅客営業の再開は無いと見込まれ、ブロードウェイの歩道の幅を広げるため階段は撤去された。
改装工事に伴い1950年代の壁面タイルは全て取り除かれ開業当初のタイルワークが再び表に現れたがすぐに新しいタイルに張り替えられている。エレベーターは2010年11月9日に設置工事が終了しADAに準拠した駅となった。
しかし、地元住民は歩道から直接駅に入ることができなくなったことから利便性が損なわれたとして不満の声を上げている。また、新しい駅舎に向かうには交差点を渡る必要があるが、ブロードウェイと西96丁目の交差点は非常に危険で乗客を間接的に危険に晒していることになっている。

## 駅構造
| G          | 地上階                                     | 出入口、改札口 (ブロードウェイ南北線間、95-96丁目間の駅舎にエレベーター) |
| M          | 中間階                                     | ホーム間連絡通路 |
| P ホーム階 | 単式ホーム、非使用。                       | 単式ホーム、非使用。 |
| P ホーム階 | 北行緩行線                                 | ← ヴァン・コートラント・パーク-242丁目駅行き（103丁目駅） （定期列車なし：157丁目駅） ← 深夜帯：ウェイクフィールド-241丁目駅行き（セントラル・パーク・ノース-110丁目駅）                                 |
| P ホーム階 | 島式ホーム、到着番線に応じた側の扉が開く。 | |
| P ホーム階 | 北行急行線                                 | ← 深夜帯以外：ウェイクフィールド-241丁目駅行き（セントラル・パーク・ノース-110丁目駅） ← ハーレム-148丁目駅行き（セントラル・パーク・ノース-110丁目駅）                                                  |
| P ホーム階 | 南行急行線                                 | → 深夜帯以外：フラットブッシュ・アベニュー-ブルックリン・カレッジ駅行き（72丁目駅） → → 深夜帯以外：ニューロッツ・アベニュー駅行き（72丁目駅） → → 深夜帯：タイムズ・スクエア-42丁目駅行き（72丁目駅） → |
| P ホーム階 | 島式ホーム、到着番線に応じた側の扉が開く。 | |
| P ホーム階 | 南行緩行線                                 | → サウス・フェリー駅行き（86丁目駅） → → 深夜帯：フラットブッシュ・アベニュー-ブルックリン・カレッジ駅行き（86丁目駅） →                                                                                 |
| P ホーム階 | 単式ホーム、非使用。                       | |

駅は使用中の島式ホーム2面と閉鎖中の単式ホーム2面、緩行線2線・急行線2線を有した4面4線の地下駅で緩急接続を行うことができ、西からB1線（南行緩行線）、B2線（南行急行線）、B3線（北行急行線）、B4線（北行緩行線）の順に敷設されている。なお、この呼称は社内で用いられるもので通常の旅客案内で用いられることはない。
駅の北側では南北急行線が下層へ潜り西101丁目付近で東へ分岐、IRTレノックス・アベニュー線となり西104丁目の下を東へ進み、セントラル・パークに入ると北へ進路を変えてレノックス・アベニューの下を通りセントラル・パーク・ノース-110丁目駅に入る。南北緩行線は上層階に留まりブロードウェイの下を北へ進み103丁目駅に入る。なお、西100丁目付近からは南北緩行線の間に急行線が緩行線から分岐する形で敷設されているが定期旅客列車の通過は無い。

### 単式ホーム

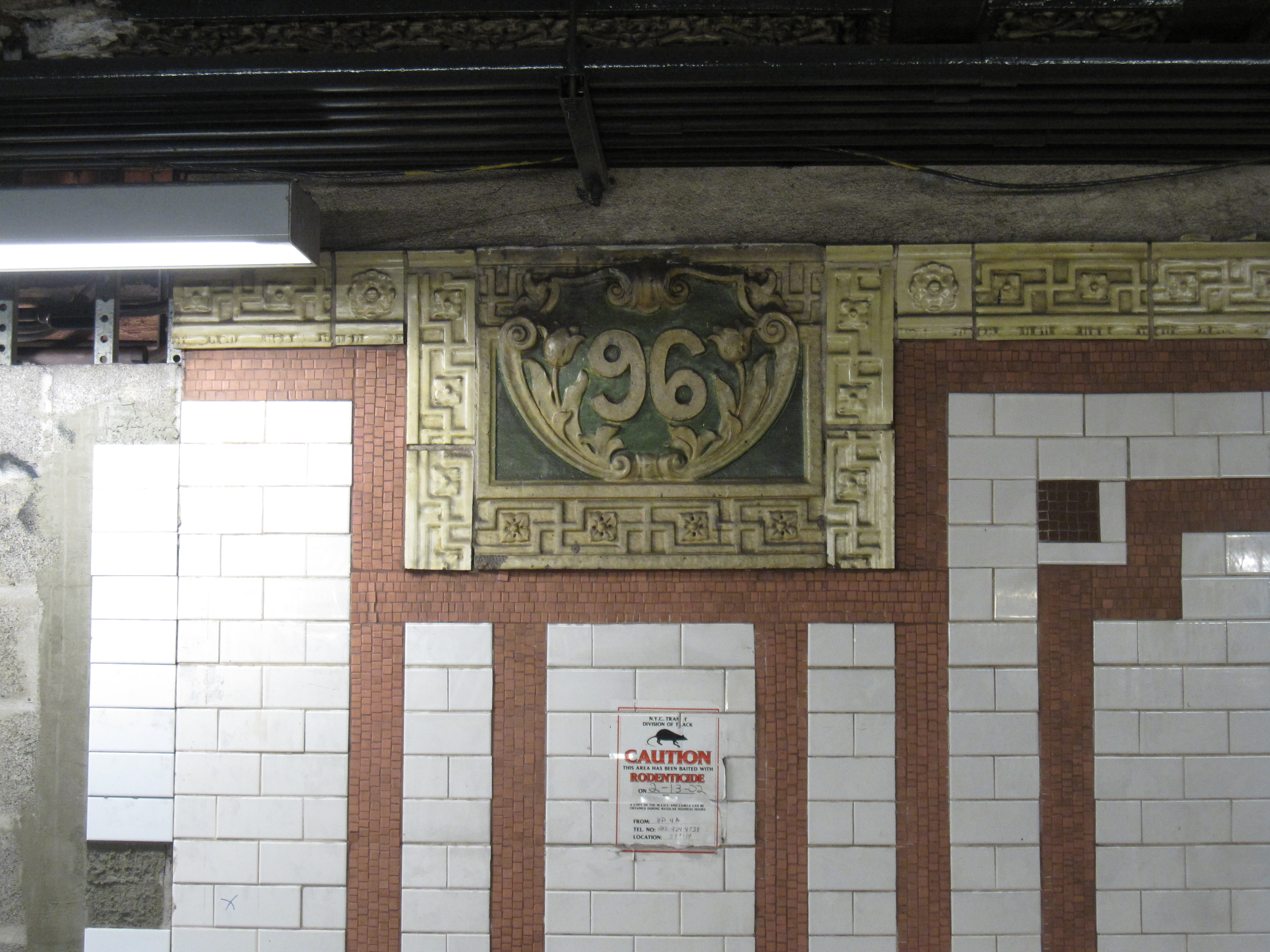
"96"と描かれたオリジナルカルトゥーシュ

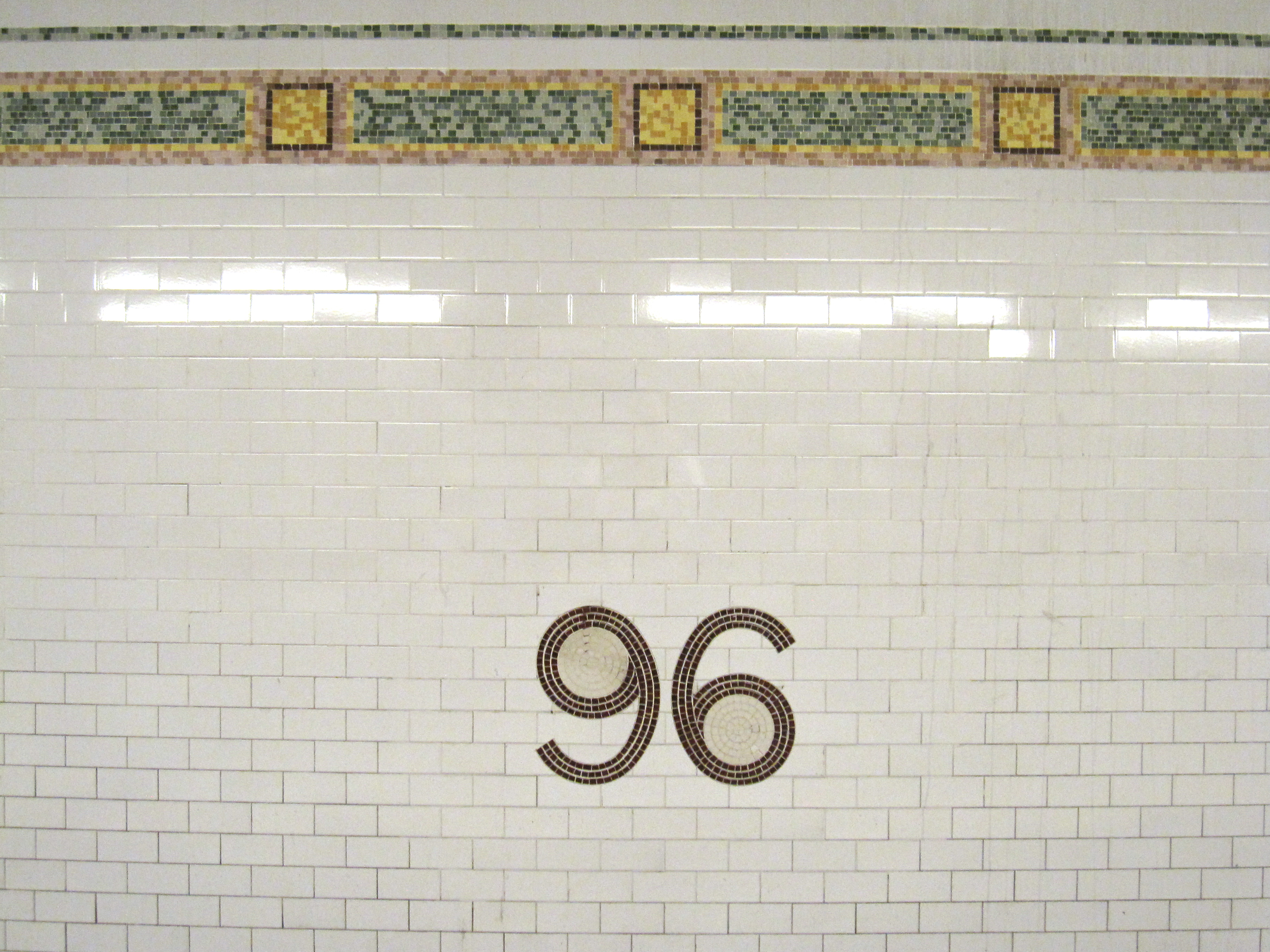
壁面モザイク

駅は開業当初、ブロードウェイ沿いの歩道より南北緩行線外側の単式ホーム北端に接続し、そこから地下通路を通って島式ホームへ接続していた。しかし、2010年4月5日に新しい駅舎が完成した際に閉鎖された。
この駅のように単式ホームと島式ホームの両方を有した途中駅はニューヨーク市地下鉄では珍しい構造となっている。この配置のため、島式ホームでは普通列車と急行列車の緩急接続を行うことができ、単式ホームでは普通列車から地上へ連絡通路を経由せずに直接上がれるようになっていた。この配置は当駅と同時に開業しているIRTレキシントン・アベニュー線ブルックリン・ブリッジ-シティ・ホール駅と14丁目-ユニオン・スクエア駅でも導入されていた。しかし、開業当初の地下鉄列車では両側の扉を開くことができこの構造でも問題は無かったが、近代化した地下鉄列車では一度に片側の扉しか開けない構造となったため、これらの駅では緩急接続を行う島式ホーム側の扉を開き単式ホーム側は締切扱いとなり単式ホームは閉鎖された。
当駅の閉鎖された単式ホームは事務所、制御スペース、保管区域などに変更する改装が行われており、このホームへの階段も撤去された。

### 出口
駅には現在使用されている出入口が2箇所ある。

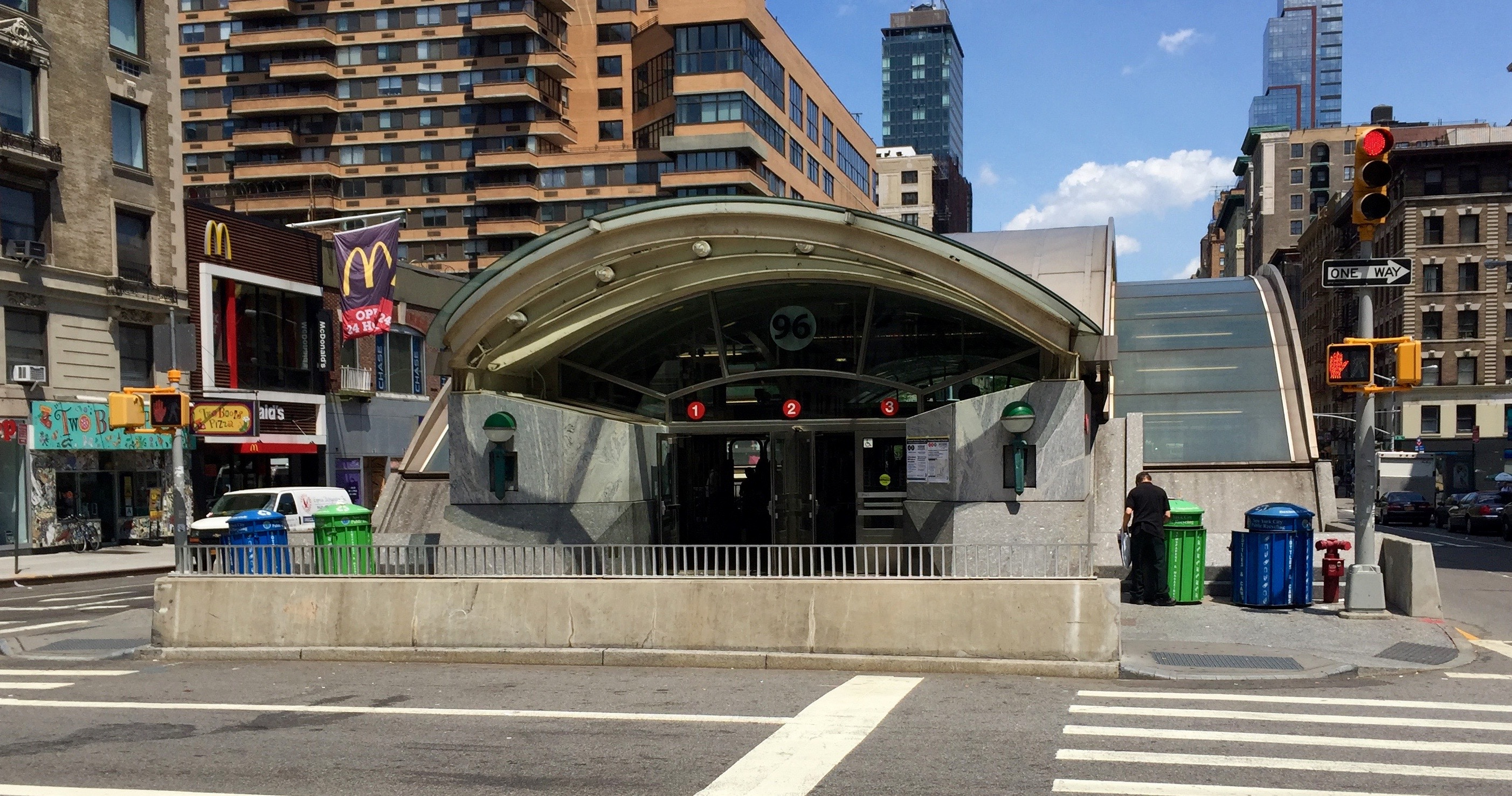
新しい駅舎

- 北側駅舎：2007年建設開始、2010年4月5日開業。駅舎入口は西96丁目側、西95丁目側の2箇所にあり、西96丁目側にはきっぷ売り場がある。なお、改札口も南北で分かれているが改札内で通路は合流しているため任意の方向から入出場することができる。
- 西96丁目歩道出入口（廃止）：ブロードウェイと西96丁目の交差点南東・南西に南北単式ホームへの階段があった[22][注釈 1]。改札口は改札階を設けずホーム階に直接設置された。これは歩道下に水道管が通っており改札階を設けることができなかったためである。2010年4月5日にこの改札口は廃止され地上への階段は撤去されているが、単式ホームと島式ホームを結んでいた地下通路は現在も閉鎖のみで残されている[4][注釈 1]。
- 西94丁目改札口：駅南端に存在しブロードウェイと西94丁目の交差点南東・南西に2つずつ階段が接続している[22]。

## 映画
1979年公開のカルト映画『ウォリアーズ』（原題：The Warriors）の劇中での追跡シーンで当駅が登場している。ただし、駅外のシーンはブロードウェイ-7番街線72丁目駅で、駅構内のシーンはINDフルトン・ストリート線ホイト-スカーマーホーン・ストリーツ駅の使用していない線路を使用して撮影されている。